# Стадіо Ренцо Барбера
38°9′9.96″ пн. ш. 13°20′32.19″ сх. д. / 38.1527667° пн. ш. 13.3422750° сх. д.
Стадіо Ренцо Барбера (італ. Stadio Renzo Barbera), відоміший як Стадіо ля Фаворіта (італ. Stadio La Favorita) — багатофункціональний спортивний комплекс у Палермо, Італія. Домашня арена для футбольного клубу «Палермо». Стадіон було відкрито 24 лютого 1932 року і названо Стадіо Літоріо на честь фашизму. У 1936 році стадіон перейменували Стадіо Мішеле Маронне, присвятивши його солдатові, який загинув під час громадянської війни в Іспанії. Після Другої світовой війни назву стадіонові змінили на Стадіо ля Фаворіта, по назві стародавньої мисливської гри часів Фрідріха ІІ, імператора Священної Римської імперії, який правив у 13-му ст.
У 1948 році прибрали бігову доріжку, а поле оточили спеціальною сіткою. У 1984 році відбулася капітальна реконструкція, яка включала побудову другого поверху секторів, що збільшило кількість сидячих місць до 50 000. Повністю  стадіон заповнювався лише двічі — під час матчу Серії C1 проти «Мессіни», та товариського поєдинку проти «Ювентуса». У 1990 році завершилася третя реконструкція стадіону, яка проводилася до Чемпіонату світу з футболу 1990 року. Під час неї зменшили число сидячих місць до 37 619.
18 вересня 2002 року стадіон знову змінив назву. Споруда отримала ім’я Ренцо Барбера, колишнього президента «Палермо». У сезоні 2004—2005 «Палермо» вперше за 30 років вийшло до італійської Серії А, і стадіон був заповнений повністю. Проте, така відвідуваність не повторювалася у майбутньому.
Поточний президент клубу Мауріціо Зампаріні заявив про плани побудово нового стадіону.